# Зеленец (платформа)
Зеленец — железнодорожная платформа расположенная в посёлке Зеленец Волховского района Ленинградской области.

## Основная информация
Станция была открыта в 1906 году. Имеет 2 пути и 2 платформы низкого типа. Код платформы по Единой сетевой разметке: 047721. Код платформы по Экспресс-3 2004215. Станция расположена на линии Санкт-Петербург-Главный — Бабаево — Череповец.

## Список маршрутов проходящих через «Зеленец»
- Волховстрой 1 — Бабаево
- Пикалёво 1 — Волховстрой 1
- Волховстрой 1 — Пикалёво 1
- Санкт-Петербург (Московский вокзал) — Тихвин
- Тихвин-Обухово
- Волховстрой 1 — Тихвин
- Бабаево — Волховстрой 1
- Тихвин — Волховстрой 1[2].